# 오헤치

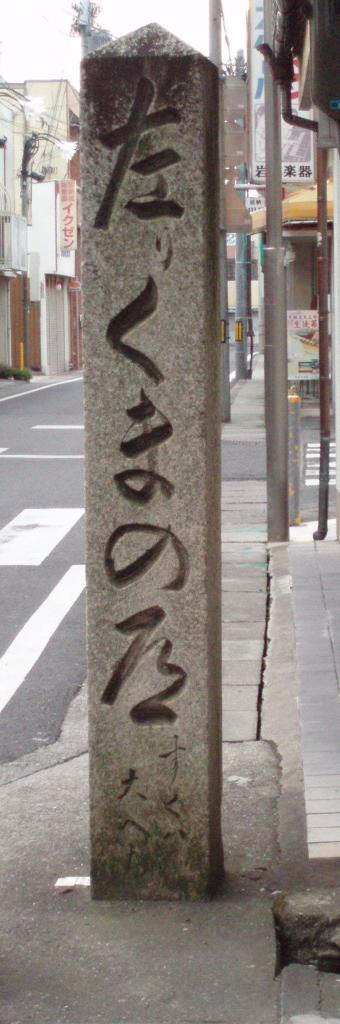
구마노 옛길의 기타신마치 표지.

오헤치(일본어: 大辺路)는 구마노 3산 (구마노혼구타이샤, 구마노하야타마타이샤, 구마노나치타이샤)로 이어지는 참배길인 "구마노 옛길"의 일부 구간을 가리킨다. 일본 정부는 2000년부터 오헤치를 사적 “구마노 참배길”의 일부로 지정해 보호하고 있다. 2004년 7월에는 유네스코 세계유산 《기이 산지의 영지와 참배길》의 일부로 지정되었다. 다나베시에서 나치카쓰우라정까지를 잇는 바닷가길이다.

## 같이 보기
- 구마노 3산
- 기이 산지의 영지와 참배길
- 구마노 옛길
  - 나카헤치
  - 이세지
  - 고헤치